# Trophée des Grimpeurs 1995
Il Trophée des Grimpeurs 1995, sessantanovesima edizione della corsa e valida come evento del circuito UCI categoria 1.4, si svolse il 30 aprile 1995 su un percorso di 85,5 km. Fu vinto dal francese Armand de Las Cuevas che terminò la gara in 2h13'24", alla media di 38,456 km/h.
Al traguardo 34 ciclisti portarono a termine la gara.

## Ordine d'arrivo (Top 10)
| Pos. | Corridore            | Squadra       | Tempo    |
| ---- | -------------------- | ------------- | -------- |
| 1    | Armand de Las Cuevas | Castorama     | 2h13'24" |
| 2    | Emmanuel Magnien     | Castorama     | a 7"     |
| 3    | Richard Virenque     | Festina-Lotus | a 44"    |
| 4    | Stuart O'Grady       | GAN           | a 47"    |
| 5    | Jean-Cyril Robin     | Festina-Lotus | s.t.     |
| 6    | Chris Boardman       | GAN           | s.t.     |
| 7    | Joona Laukka         | Festina-Lotus | s.t.     |
| 8    | François Simon       | Castorama     | s.t.     |
| 9    | Gilles Maignan       | Mutuelle      | a 56"    |
| 10   | Thierry Bourguignon  | Le Groupement | a 1'00"  |